# Édouard Utudjian
Édouard Utudjian (Constantinople, 12 novembre 1905 - Évecquemont, 28 août 1975) est un architecte et ingénieur français d'origine arménienne, « apôtre de l'urbanisme souterrain » et fondateur en 1933 du Groupe d’études et de coordination de l’urbanisme souterrain (GECUS).

## Biographie
Il fut élève d'Auguste Perret et suivit les conférences de Le Corbusier.
Ses travaux sont très pointus sur les souterrains très spéciaux.
En France, dans les abris anti-atomiques stratégiques aux plus hauts niveaux militaires : (états-majors des commandements suprêmes toutes armes réunies) et civils de la Présidence de la République.[réf. souhaitée]
À l'étranger, il a conçu (entre autres ?) pour une banque 7 niveaux en souterrain dans le sous-sol granitique de Manhattan.[réf. souhaitée]

## Publications
- Urbanisme souterrain (Manifeste du GECUS), 1933.
- La Maison de demain, Les publications techniques, Paris, 1945 (avec P. Legeard).
- L'Urbanisme souterrain, Presses universitaires de France, coll. « Que sais-je ? » no 533, 1952 (réédité en 1964).
- Mission technique en Arménie, Éditions le Monde souterrain, Lille, 1962.
- L'Architecture et l'urbanisme souterrain, Robert Laffont, Paris, 1966 (préface de Michel Ragon).
- Les Monuments arméniens du IVe au XVIIe siècle, A. Morancé, Paris, 1967.
- GECUS, Encyclopédie du monde souterrain, collection des numéros de la revue Travaux souterrains, revue des techniques et de l'urbanisme souterrain, 1933-1975.

## Sources
- Biographie et présentation du fonds Utudjian sur le site Archiwebture
- Présentation sur le site de l'Association Culturelle Arménienne de Marne-la-Vallée